# Emiko Kubo
Emiko Kubo (久保 恵美子 Kubo Emiko?), är en japansk tidigare fotbollsspelare.
Emiko Kubo debuterade för japans landslag den 6 september 1981 i en 0–4-förlust mot England. Hon spelade 4 landskamper för det japanska landslaget.